# Bifarilaminella
Bifarilaminella es un género de foraminífero bentónico de la Subfamilia Sipholageninae, de la Familia Ellipsolagenidae, de la Superfamilia Polymorphinoidea, del Suborden Lagenina y del Orden Lagenida. Su especie-tipo es Lagena advena. Su rango cronoestratigráfico abarca desde el Oligoceno superior hasta la Actualidad.

## Discusión
Clasificaciones previas incluían Bifarilaminella en la Superfamilia Nodosarioidea.

## Clasificación
Bifarilaminella incluye a la siguiente especie:
- Bifarilaminella advena